# Caltignaga
Caltignaga ist eine Gemeinde mit 2482 Einwohnern (Stand 31. Dezember 2023) in der italienischen Provinz Novara (NO), Region Piemont.
Die Nachbargemeinden sind Bellinzago Novarese, Briona, Cameri, Momo, Novara und San Pietro Mosezzo.
Das Gemeindegebiet umfasst eine Fläche von 22 km².